# Suore di Maria Ausiliatrice
Le Suore di Maria Ausiliatrice (in francese Sœurs de Marie-Auxiliatrice) sono un istituto religioso femminile di diritto pontificio: i membri di questa congregazione pospongono al loro nome la sigla M.A.

## Storia

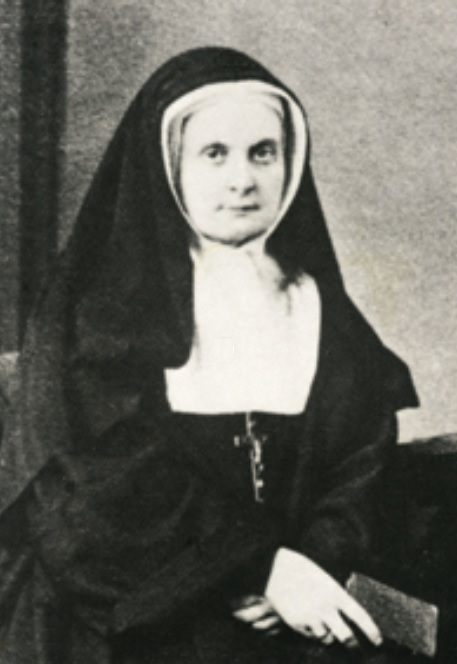
Maria Teresa de Soubiran La Louvière, fondatrice della congregazione

La congregazione venne istituita da Maria Teresa de Soubiran La Louvière (1834-1889). Dopo essere stata tra le beghine di Gand, il 14 novembre 1854 fondò a Castelnaudary, suo paese natale, il beghinaggio del "Buon soccorso", al quale era collegata un'opera assistenziale a favore delle fanciulle povere: le consorelle erano organizzate in due classi, una di beghine dedite all'adorazione del Santissimo Sacramento e una di "dame ausiliatrici" per le opere di carità.
Non soddisfatta dalla forma di vita beghinale, nel 1864 la Soubiran si trasferì a Tolosa dove, con la collaborazione del gesuita Paul Ginhac, aprì l'istituto di Sainte-Marie du Béguinage, per l'adorazione perpetua e l'assistenza alle giovani lavoratrici, gestito da una nuova comunità di religiose.
La congregazione venne approvata dal vescovo di Tolosa Florian-Jules-Félix Desprez il 15 ottobre 1867 e ricevette il pontificio breve di lode il 19 dicembre 1868; in seguito l'istituto prese il nome di Società di Maria Ausiliatrice e le sue costituzioni vennero approvate definitivamente dalla Santa Sede il 6 gennaio 1924.
La fondatrice è stata beatificata da papa Pio XII il 20 ottobre 1946.

## Attività e diffusione
Le Suore Maria Ausiliatrice si dedicano a varie opere di assistenza, soprattutto in favore dei poveri e delle giovani donne.
Sono presenti in Europa (Francia, Irlanda, Italia, Regno Unito), in Asia (Corea del Sud, Filippine, Giappone), in Camerun e in Micronesia: la sede generalizia è a Parigi.
Al 31 dicembre 2005 l'istituto contava 204 religiose in 28 case.